# Rezoluce Rady bezpečnosti OSN č. 487
Rezoluce Rady bezpečnosti OSN č. 487, kterou Rada bezpečnosti OSN jednohlasně schválila 19. června 1981, po vyslyšení stížností ze strany Iráku a Mezinárodní agentury pro atomovou energii (MAAE), odsoudila útok Izraele na irácké jaderné zařízení schválené MAAE. Rezoluce vyzvala k zastavení nepřátelských aktivit, přiznala Iráku nárok na odškodnění a pobídla Izrael, aby svá jaderná zařízení umístil pod dohled MAAE.

## Pozadí
Na konci 70. let 20. století zakoupil Irák od Francie jaderný reaktor „třídy Osirak“. Izraelská vojenská rozvědka předpokládala, že cílem výstavby jaderného reaktoru má být výroba plutonia v rámci iráckého vojenského jaderného programu, a to navzdory tomu, že byl reaktor budován v souladu se Smlouvou o nešíření jaderných zbraní a pod dohledem MAAE.
Izraelská rozvědka se domnívala, že v létě roku 1981 může být poslední možnost, jak zničit reaktor, aniž by došlo k zasažení iráckého civilního obyvatelstva radioaktivním spadem. Poté již mělo být do reaktoru vkládáno jaderné palivo.
7. června 1981 eskadra izraelských stíhacích letounů F-16A s doprovodem letounů F-15A bombardovala a těžce poškodila reaktor Osirak v rámci operace Opera.
Tato rezoluce byla přijata po deseti jednáních Rady bezpečnosti o tomto incidentu a izraelské jaderné politice a speciálně vyzvala Izrael, aby svá jaderná zařízení umístil pod dozor MAAE.

## Pozdější reakce
V květnu 2009 irácká parlamentní komise pro zahraniční vztahy začala podnikat kroky, aby přiměla Izrael k zaplacení náhrady škody způsobené útokem z roku 1981. Tato iniciativa byla založena na základě rezoluce č. 487.